# Pozba
Pozba (in ungherese Pozba) è un comune della Slovacchia facente parte del distretto di Nové Zámky, nella regione di Nitra.